# Jana Daubnerová
Jana „Janka“ Daubnerová, geb. Gereková, (* 27. November 1984 in Liptovský Mikuláš) ist eine ehemalige slowakische Biathletin.
Die Studentin aus Liptovská Porúbka, betreibt seit 2000 Biathlon. Sie startet für Liptovský Hrádok und wird von Milan Gašperčík trainiert. In Ridnaun trat sie 2002 erstmals bei Juniorenweltmeisterschaften an und erreichte als beste Platzierung Rang 12 im Einzel. Ein Jahr später verpasste sie in Kościelisko als Vierte im Einzel nur knapp eine Medaille. Auch 2004 in Haute-Maurienne erreichte sie in allen drei Rennen gute Platzierungen und kam immer unter die Top Ten. Bei den Junioreneuropameisterschaften des Jahres in Minsk war Platz sieben im Einzel ihr bestes Ergebnis. Im Sommer des Jahres startete sie bei den Weltmeisterschaften im Sommerbiathlon in Osrblie und verpasste mit der Staffel Bronze als Viertplatzierte erneut nur knapp. Bei den Junioreneuropameisterschaften 2005 in Nowosibirsk erreichte Gereková erneut mit der Staffel als Fünfte ihr bestes Ergebnis. Die Juniorenweltmeisterschaften in Kontiolahti brachte keine nennenswerten Ergebnisse.
Seit der Saison 2005/06 startet Janka Gereková im Seniorenbereich. Zunächst wurde sie vor allem im Biathlon-Europacup eingesetzt. In Osrblie gab sie allerdings schnell auch ihr Debüt im Biathlon-Weltcup. Sie wurde 79. im Sprint. Schon im Weltcuprennen darauf in Oberhof erreichte sie als 37. im Sprint ihr bislang zweitbestes Ergebnis in einem Einzelrennen. Höhepunkt der Saison war Gerekovás Teilnahme an den Olympischen Spielen 2006 von Turin. Sie wurde in San Sicario im Einzel eingesetzt und erreichte Rang 59. Kurz danach trat sie bei den Europameisterschaften in Langdorf an und belegte auf derselben Strecke den 50. Platz. Zudem wurde sie bei den Weltmeisterschaften mit der Mixed-Staffel in Pokljuka Dreizehnte.
2007 konnte die Slowakin erstmals in Antholz bei Biathlon-Weltmeisterschaften starten. Im Sprint konnte sie Rang 66 erreichen, mit der Staffel wurde sie 15. Besser lief es bei den Europameisterschaften in Bansko. Mit der Staffel erreichte Gereková Rang sieben, im Sprint wurde sie 16. und in der Verfolgung kam sie auf Rang 17. Im Sommer 2007 startete sie recht erfolgreich bei den Weltmeisterschaften im Sommer-Biathlon in Otepää. In der Querfeldein-Disziplin konnte sie in Sprint und Massenstart fünfte Plätze belegen, auf Skirollern wurde sie Neunte im Sprint und Vierte in der Verfolgung. Ihre besten Weltcupergebnisse sind bislang ein 36. Platz in Pokljuka im Sprint in der Saison 2006/07 und ein siebter Rang mit der Staffel in derselben Saison in Ruhpolding. Jana Gereková nahm an den Olympischen Winterspielen 2010 teil. Ihre besten Resultate waren die 40. Plätze in Sprint und Verfolgung. Mit der Staffel belegte sie Rang 13. Bei den Sommerbiathlon-Europameisterschaften 2010 in Osrblie gewann sie an der Seite von Natália Prekopová, Miroslav Matiaško und Matej Kazár Bronze in der Mixed-Staffel. Zudem gewann sie hinter Irina Leukhina die Silbermedaille im Sprint, trat zum Verfolgungsrennen aber nicht mehr an.
Im Mai 2017 beendete sie aufgrund von anhaltenden gesundheitlichen Problemen ihre Karriere.

## Biathlon-Weltcup-Platzierungen
Die Tabelle zeigt alle Platzierungen (je nach Austragungsjahr einschließlich Olympische Spiele und Weltmeisterschaften).
- 1.–3. Platz: Anzahl der Podiumsplatzierungen
- Top 10: Anzahl der Platzierungen unter den ersten zehn (einschließlich Podium)
- Punkteränge: Anzahl der Platzierungen innerhalb der Punkteränge (einschließlich Podium und Top 10)
- Starts: Anzahl gelaufener Rennen in der jeweiligen Disziplin
- Staffel: inklusive Mixed- und Single-Mixed-Staffeln

| Platzierung          | Einzel | Sprint | Verfolgung | Massenstart | Staffel | Gesamt |
| -------------------- | ------ | ------ | ---------- | ----------- | ------- | ------ |
| 1. Platz             |        |        |            |             |         |        |
| 2. Platz             |        |        |            |             |         |        |
| 3. Platz             |        |        |            |             | 1       | 1      |
| Top 10               |        | 6      | 3          | 2           | 24      | 35     |
| Punkteränge          | 7      | 39     | 29         | 13          | 50      | 138    |
| Starts               | 25     | 74     | 43         | 13          | 50      | 205    |
| Stand: 22. März 2015 |        |        |            |             |         |        |